# ガンナイトガール
『ガンナイトガール』（Gun Knight Girl）は、2012年12月21日にCandySoftから発売された18禁恋愛アドベンチャーゲームである。「萌えゲーアワード2013」シナリオ賞・金賞作品。

## 概要
近未来の日本の田舎町を舞台に、陸上自衛軍の女子工科学校に属するヒロイン達と主人公との関わりを描く、SF学園ストーリーである。
CandySoftの過去作品『もっと 姉、ちゃんとしようよっ!』の「人と人との絆」を大切にする作風を受け継ぎ、仲間同士の繋がりが強い集団である「軍隊」を中心としたストーリーが作られた。軍隊の設定については現役自衛官が協力している。また、引き続きキャラクターデザインをすめらぎ琥珀、シナリオをかずきふみが担当した。
2013年4月12日から、各ダウンロード販売サイトでダウンロード販売が開始された。
ヒロイン（5名）は軍人或いは軍人候補生であり、かつそれぞれ特殊な背景を持っているのに対し、主人公は母親が軍関係者であることを除けば一般的な少年である。ストーリー中では直接的な戦争・軍事物の表現は少なく、「これから戦地へと赴こうとする人々の物語」に留まらず、「なぜ物語の中心に一般人の主人公がいるのか？」などの多くの謎を解き明かすミステリーやサスペンスの要素が大きい。
各ヒロインの攻略ルートに数々の情報を散りばめながら、1人分のシナリオだけでは全体像が見えない作りとなっており、最後の5人目のストーリーで全ての関係性が明らかになる読み応えのある構成。物語の各所で3DCGを用いたムービーが多数挿入されており、メカニカルなアクションや戦闘の臨場感を盛り上げるのに一役買っている。

## あらすじ[4]
世界規模の異常気象や超大国による「第二の冷戦」により非常に不安定な世界情勢にある2034年、日本の田舎町。桧森絢斗が通っていた学校は近郊にある軍施設と軍が起こした事故の影響で生徒数が激減し、無期限の休校になってしまった。陸上自衛軍に接収された校舎は軍人を育成する女子工科学校となり、絢斗もスクーリングの授業のために幼馴染み仲間達と共にそこへ通うことになる。もともと軍が嫌いな絢斗だったが、「0教2区隊」の個性的なメンバーと新たな学校生活を過ごし、次第に様々な思いを抱いていく。

## 登場人物

### 主人公
桧森 絢斗（ひもり あやと）
本作の主人公。通信制2年。友人や町の住人を大事にしており、ひょうきんでノリが良く、誰とでも壁を作らず打ち解ける事が出来、とても優しく根は真面目な性格をしている。
非常に行動力があり、どんな場面でも臆さず動けるが、その場のノリでよく考えず突拍子もない事をする為「落ち着いていても意外と問題児」と仲間内からは評される。
父親が浮気により離婚して町を離れたため、現在は母親の薫との母子家庭。しかし薫は仕事で滅多に戻らないため、実質はほぼ一人暮らしの状態になっている。
そのような状況で育ってきた為、家事全般は得意であり、料理の腕前も豊富なレパートリーを誇るなどそれなりに良い
街の過疎化により通っていた学校が休校になってしまい、ネットを使った通信制で学ぶことになる。
しかし、実技系のスクーリングが必要なため、元の学校の校舎を利用して設置された自衛軍の女子工科学校へ通い、通常の授業のほかに軍事訓練などにも参加することになった。
近所の山で食糧を現地調達して一晩過ごす「なんちゃってサバイバル」を趣味にしているせいか、細身に見えてそれなりに筋肉質で運動神経がよく、厳しい軍事訓練にも何とかついていっている。
故郷が現在のように過疎が進む原因となった軍とその関係施設には良い感情を持っておらず、また、軍の機密が関わる事や、幼い頃と違って淡々と接してくる母に反発を覚え上手く行っていない。
整った顔立ちとその気さくな人柄で女性からの人気はそこそこあるのだが、本人にその自覚がなく、
幼少期にだらしない女性関係を築き家族を見捨てた父親を見た為、父を激しく嫌悪すると共に不誠実な女性との交際を望まない。

### ヒロイン
5人共、陸上自衛軍女子工科学校第0教育隊第2区隊、通称「0教2区隊」に所属する。
宗方 ましろ（むなかた ましろ）
声 - 萌花ちょこ
工科学校2年・二等陸士。いつも丁寧な言葉遣いで、周囲にはいろいろ気を遣っている。明るく行動的だが、ドジでよく聞き間違いや言い間違いをし、訓練でも失敗が多い。
食いしん坊で、絢斗が作る料理には涙を流して感激している。日本の文化が好きらしく、部活動は尺八部と剣道部に所属。
風祭 志乃（かざまつり しの）
声 - 白雪碧
工科学校2年・二等陸士。生真面目で勉強・訓練とも文武両道で頑張っているが、強気で取っつきづらい。特に絢斗を始め民間人とは馴れ合わないと決めているらしい。
同期のましろとは0教2区隊へ来る前からの知り合いで、ましろの聞き間違いもあってよく漫才のようなやり取りになる。
七海 恋歌（ななみ れんか）
声 - みる
工科学校1年・三等陸士。淡々とローテンションでしゃべり、学校の授業にも興味が薄いが、案外勘が鋭い。
1年生なのでまだ体力が無く、訓練では上級生になかなかついて行けないが、厳しい訓練で体を痛めつけることに快感を覚える自称「ドＭ」体質。
高遠 小夜子（たかとお さやこ）
声 - かわしまりの
工科学校3年・一等陸士。ぼんやりマイペースでミステリアスな雰囲気を持つ。軍関係の専門技術や知識、特に強化外骨格の知識や操作はずば抜けている。
絢斗のことをなぜか以前から知っていたらしく、最初から好意的に接してくる。
古宮 環（こみや たまき）
声 - 桜川未央
0教2区隊班長・二等陸曹。副担任のような立場で、食事の準備などの雑用の他、午後の軍事訓練を指導している。
本来は整備士で強化外骨格のメンテナンス担当だが、驚異的な身体能力を持ち、訓練指導はスパルタ。明るくおどけた口調で時にイタズラも仕掛けるが、2区隊の生徒達のことをいつも気にかけている。

### サブキャラクター
庫元 健太郎（くらもと けんたろう）
声 - ほうでん亭センマイ
通信制2年。絢斗の幼なじみで、共に女子工科学校へスクーリングに通う。冗談好きだが「面倒事は回避が鉄則」をモットーとしており、非常にクールで、危ない橋は余程のメリットが無い限り渡らない。
時と場合によっては仲間も迷わず切り捨てるほどドライだが、間違った事は主張せず、何かと暴走しがちな絢斗や唯奈の良きブレーキ役となっている（そうせざるを得ない面が強い）。　
かなりのミリタリーおたくで、軍の施設や機材には異常な情熱を燃やす。その知識やネット上の情報などから、0教2区隊の挙動にはいろいろ疑念を持っている。
相当なアニメオタクでもあり自習形態をいい事にアニメ動画を見ていたりと授業態度はそれほど良いとはいえない。アニメの知識もかなり深く、50年程前の1980年代頃のアニメの台詞がスラスラ出てくる。
小杉 唯奈（こすぎ ゆいな）
声 - 宮沢ゆあな
通信制2年。絢斗と健太郎の幼なじみで、共に女子工科学校へ通う。電波系アイドル声優になるのが夢。状況によってキャラを使い分ける少々痛い子。
今は「猫耳魔法少女」の自分設定で、制服をフリフリに魔改造し、よく語尾に「にゃん」を付けてしゃべるが、余り徹底しておらず、普段はドギツイ下ネタを好み、口も悪く切れやすい。
天然パーマの髪を気にしている。家は食糧プラントを経営する資産家の農家で、0教2区隊の食事素材は小杉家の農場から仕入れられている。
目上の相手へ敬語が使えない、時と場合を考えて行動できないなど、幼馴染み3人組の中では非常に問題行動が多いが、根は優しく涙もろい。
荒川 千歳（あらかわ ちとせ）
声 - 貴方無勹
0教2区隊区隊長・一等陸尉。穏やかな笑顔でいることが多く、時折お茶目な面も見せるが、軍人としての能力は高く、訓練時には厳しい指導を行う。
桧森 薫（ひもり かおる）
声 - 海乃奏多
絢斗の母親。町外れにある軍の施設（ラボ）で働いているが、仕事内容は機密で絢斗にも教える事が出来ない。0教2区隊のメンバーには「桧森博士」と呼ばれ、民間人だが一等陸佐相当の権限を持ち、千歳の上司に当たる。
仕事は激務で滅多に家に帰らず、疲れのせいか抑揚の無いしゃべり方をする。息子の絢斗にも淡々と接する為、親子関係は良くない。
物語が始まる10年程前に、同僚でもある夫の不倫が発覚して離婚し、女手一つで絢斗を育ててきた。絢斗の記憶では当時の薫はよく笑う明るい人であった。
ハチ（八四式多脚戦車乙型-改）
声 - かわしまりの
0教2区隊に配備されている古い第一世代の多脚戦車で、元々の「甲型」へ改造を施した「乙型」に、さらにAIを搭載した研究用試作機。人間と簡単なコミュニケーションを取ったり、自律判断ができる。
ＡＩは桧森薫博士の手だが、小夜子が教育係を勤めており、ハチの音声は小夜子の声を元にしている。
搭載武装としてリボルバーレールガンと2門のガトリングガンを装備している。四本足での歩行のほか、簡易変形してキャタピラでも走行できる。
リボルバーレールガンは本来は強化外骨格の手持ち武装であり、電磁射出式の非常に強力な火器。外骨格用のトリガーもそのままについている。強力だが消費電力も強く、多用すれば行動不能になる危険も。
当然ながら武器を積んでいても弾薬は装填されておらず、事実上の非武装であるが、多脚戦車自体が機動性の高い兵器である為、幾ら田舎町とは言えその辺を歩いていていいものではない筈の存在。
物語中盤からAIが改良され、「夜刀」（やと）と名乗るようになる。以前の機械的なやり取りから進歩し、カメラアイのシャッターを使って表情を作るなど非常に人間に近いコミュニケーションができる。
その行動原理は絢斗が全ての基準であり、彼の意思が最優先されるが、絢斗以外への損害は完全に度外視し省みない等問題行動も多い
外見からは想像もできないが、非常に優秀な電脳戦闘要員でもある。
おばあちゃん
声 - 桜川未央
町の駄菓子屋の店主。旦那亡き後、昔からの店を1人で守っており、絢斗達によく駄菓子をくれる。周囲の民家に置き去りになった飼い犬たちを世話するなど、非常に優しい人。

## 世界観・用語
作品の舞台設定は、2034年の日本となっている。2030年頃から米露による第二の冷戦が始まり、世界各地で小競り合いが発生するなど世界情勢は非常に不安定。
一方で日本は、元々持っていた先進的な技術力に加え、近海での天然資源の発見、「プラント農法」による安定な食糧生産などにより、非常に国力が高い国家となっている。
作品舞台の町
軍の飛行場や、薫が勤める施設がある田舎町。物語の1年前に、訓練中の軍の飛行機が山へ墜落する事故が発生。それをきっかけに多くの住民が町外へ逃げてしまい、人口が激減し絢斗達の学校も休校になる。
残っている住民も軍に対していい感情を持っておらず、上空を飛行機が通過する度に怖がっている。元々は農業を基幹とする町だったが、住人が減ってしまったため田畑は荒れ放題となっている。
コンビニのような24時間営業の店舗は存在せず、住民は自転車で45分程度とやや遠い場所にある「ザスコ」で日用品や食料を購入する等、生活するには不便が目立ってきている。
施設
少なくとも10年ほど前から街に存在する。表向きは製薬会社として登録されているが、多数の軍人が出入りする・明らかに軍事施設的な外観をした建物があるなど、以前から周辺住民に非常に警戒されていた。
施設に勤める者からは「会社」と呼ばれ、軍関係者からは「ラボ」と呼ばれる。現在は薫が勤めており、その夫だった絢斗の父親もかつて勤めていた。
敷地内に居住施設があり、0教2区隊のメンバーもそこで寝泊まりしている。
物語が始まる前年の墜落事件で住人が殆ど逃げ出してしまった現在、この施設のある町の住人の大半は施設の関係者であり、雇用先ともなっている。
その正体は軍の依頼に応え様々な先進技術を研究・実験する為の施設。その多くが非人道的なものであり、公にできない類のもので、人体実験すらも行っている。
しかし、その技術力は非常に高く、2030年代の人間からしても「SFじゃないのか？」という技術を多数実行できる。
陸上自衛軍女子工科学校第0教育隊第2区隊
工科学校は自衛軍幹部を育成する軍学校。授業が非常に厳しい・生活の殆どが管理されていることなどを除けば普通の全寮制学校とそれほど変わらない。
一般的な科目の他に専門技術の授業があり、決められた時期に集中して軍事訓練が行われる。普通の学校で言う1年生＝第1教育隊、2年生＝第2教育隊…で、
第0教育隊は学年混合部隊となっており、区隊はクラスに当たる。
0教2区隊は通常とは異なった目的で最近結成された女子生徒4名の隊で、休校となった絢斗達の学校を接収して配備された。（第1区隊は男子のみで、別の場所にある）。
通常授業は午前のみで、午後は訓練に当てられている。通常の工科学校の訓練と違い、広く浅くその内容を覚えるという形になっている。通常は絶対に行われない強化外骨格の操縦も訓練対象となっている。
生徒達は薫がいる施設（ラボ）の宿舎で寝泊まりしている。民間人の絢斗達を受け入れたのは異例だが、生徒達への何らかの教育効果を狙っているらしい。
絢斗達は自分のスクーリングの課題さえこなせば、授業・訓練とも参加は自由となっている。
強化外骨格
「人型戦車」とも呼ばれる。 圧倒的な動作速度とパワー・多様な戦況に対応できる活動範囲の広さなどから「戦争の常識を変えた」と言われるほどの兵器。
初期は宇宙服のように人間の全身を覆い、パワーアシスト機能や防御機能を持つパワードスーツ型（パワードエクソスケルトンが正式名称）だった。
これ自体でも非常に完成度の高い兵器であり、機動歩兵科では現在でも使用されている。
しかし、日本の自衛軍の技術者が「より高いパワー、より鋭敏なスピードを」と多機能・高性能化を目指し独自に発展、搭乗員が乗り込んで操作する『ライドアーマー型』を開発するに至る。
開発当初は世界各国の軍事関係者から失笑を買っていたが、実際に運用したところ圧倒的な性能を発揮し、上記のように一種の革命的な兵器として認識されるようになった。
現在では強化外骨格といえばライドアーマー型を指すほどであり、現行の陸戦兵器の中では花形ともいえ、他に抗し得る兵種が存在しない（ただの歩兵では先ず勝つことが出来ない）。
そして強化外骨格開発において日本は圧倒的な技術先進国となっている。
非常に強力な兵器ではあるが、同様に高コストで整備にも手間がかかる。更に人型であることによる宿命ともいえる「関節部の脆弱さ」が指摘される。
主な弱点としては脚部関節を集中攻撃されると簡単に各坐してしまうことや、メインカメラを潰されると周辺状況が搭乗者に解らなくなり身動きが取れなくなってしまうことが挙げられるが、
それらを差し引いても強力な兵器である。
武器は手持ちの火器が中心となるほかに高周波ブレード/ナイフや強化外骨格用銃剣等の対強化外骨格用の装備も存在している。
骨格の上半身は操縦士の動作をトレースして動き、下半身の脚やキャタピラなどはフットペダルで操作する。マクロプログラムを使って複雑な動作をさせることも可能。
性能をフルに発揮するには操縦士の練度が必要だが、人型であること・トレース操縦できることから、素人でも（それなりに）動かせる。
0教2区隊の訓練では旧式の第一世代ライドアーマー型「七九式」を使用しているが、実際の戦場では第二世代機が使われている。
･第一世代型
現在では旧式となってしまっている初期のライドアーマー型を指す。代表的なのが『七九式』。全体的にずんぐりむっくりで、完全に人の形を成している訳でもない（七九式は脚部が逆関節になっている）。
投入当時では非常に強力で、現在でも歩兵等では対抗する手段が先ず無い。しかしながら弱点や欠点も多く存在している。
例として七九式においては『跳躍等の着地から膝関節が破損した』『銃を撃った反動で肩が抜ける』『走ったら足をくじいて転倒する』
『脱出装置を作動させたら障害物に猛スピードで衝突し死亡した』等、状況によっては笑えない、悲惨な事故も発生している。
･第二世代型
現在各国で主力とされているタイプ。代表的なものは日米共同開発（ということになっているがその殆どが日本製技術）の『ガンアーミー』。
第一世代と比較してより人間の姿形に近くなりスマートでシャープな印象を与える。挙動もより人間に近い動作が可能とされ、高い機動性を獲得していると思われる。
しかし、より人間に近い形状となったことで更にバランスが悪化。些細な事で転倒するなどして、周囲の人間（例えば整備中の人員）を巻き込んで大参事となる事例も発生しており、運用には注意が必要となる。
･第三世代型
現在世界各国で研究されている次世代機。国によって次世代へのアプローチが違うであろう事が予測される為、日本で開発研究が進められているタイプについて記載する。
日本で研究が進められているのは、『パワーアシスト型とライドアーマー型の利点を兼ね揃える』ことを目標にするもの。
高性能多機能化により操縦が複雑化し、高い練度を必要とすると、非常に高いコストを要するようになる。
この欠点を解消する為「脳派コントロールシステム」を実用化し、搭乗者の思考をダイレクトに反映させることで、文字通り「人間そのまま」の挙動を可能にする。
このシステムの利点はパイロットとして養成しなくても、兵士としての訓練を受けているものであれば
即戦力となりうることである。もっと言ってしまえば、戦う技能を持っていれば女子供でも戦力足りえてしまう事にある。
更に、指揮官機としての機能を持たせた機体を核に意識を共有し、完全な連携を獲得する事ができる。1個の個体の得た情報を考えるだけで全体で共有し、全体で行動をとる事も出来る。
また、複雑な入力操作も不要となるため実用化された光学迷彩といった特殊装置の起動も容易に行える。
しかし、人間に更に近づいた挙動を行える事は同時に更なる関節部の脆弱化を促し、元々弱点であった耐久性が第一世代以下という大きな欠点も抱えている。
一九式戦闘服
日本陸上自衛軍が正式採用している装備の一つ。主に格闘戦闘訓練時や強化外骨格搭乗者が着用する事が多い。
強化外骨格の操縦席は非常に狭く、服装は可能な限り凹凸が無いほうが望ましい。その為、胸部や肩をプロテクターで覆う以外はボディラインが出るようなデザインの全身つなぎである。
強度が高く、多少の打撃では着用者には衝撃を与えることができない（硬質ゴム製のブレードを使い全力殴りつけた程度では痛くもかゆくも無い）。
この戦闘服を着た相手に効果的な打撃を与える描写は、同じ一九式を着用した人物の渾身のボディブロー位であったため、若干のパワーアシスト機能もあるようだ。
三四式戦闘服
陸上自衛軍が採用を予定している新装備。現段階ではまだ機密に属するレベルで、一般的な軍人を初めとして世間には知られていない。
「勝負服」と呼ばれており、強度を初めとする諸機能は一九式よりも高い事がうかがえる。また、デザインも変わっており、アーマーとスーツが一体化したような形状をしており、
一九式にみられたプロテクターとスーツに隙間は無い。
劇中、生徒達が着用していた物と古宮環が着用していた物では若干の差異がみられた。
環の着用していたものは『特務用』と呼ばれるもので関節部や胸部にプロテクターをつけており、より高い防御力を持っている事が予想できる。
多脚戦車
主に市街地や障害物の多い森林での運用を目的に開発された戦車。基本的に一人乗り。

## スタッフ
- 企画・シナリオ - かずきふみ
- 原画・キャラクターデザイン - すめらぎ琥珀
- メカニックデザイン - ふるかわあつし
- 音楽 - 柳英一朗
- ムービー制作 - 神月社

## 主題歌
オープニングテーマ「MarginalLink」
歌：橋本みゆき / 作詞・作曲・編曲：天道紅緒
挿入歌「AveFlag」
歌：吉河順央 / 作詞：吉河順央 / 作曲・編曲：柳英一朗
エンディングテーマ「World」
歌：橋本みゆき / 作詞・作曲・編曲：天道紅緒
※初回限定版特典のオリジナルサウンドトラックに「MarginalLink」「World」のフルバージョン、「AveFlag」のショートバージョンが収録されている。

## 関連コンテンツ

### インターネットラジオ
ラジオ ガンナイトガール～0教2区隊広報部～
インターネットラジオステーション『音泉』にて、2012年10月25日から2013年1月31日まで隔週で放送された（第0〜7回）。パーソナリティは、かわしまりの（高遠小夜子、ハチ役）、宮沢ゆあな（小杉唯奈役）。なお全8回＋録りおろし特別版を収録したラジオCDが、2013年8月30日に発売された。

### コミック
ガンナイトガール
漫画：武蔵屋長元坊 / 原作：CandySoft
『TECH GIAN』2013年9月号〜2014年3月号に連載。付録DVDからアクセスするオンラインコミック。コミックスはエンターブレインより全1巻。
1. 2014年3月24日発売。ISBN 978-4047295124

## 評価
パソコンゲーム雑誌の編集者である前田尋之の公式サイト「電脳世界のひみつ基地」においてライターの松田ゆのじは本作を個人的に割と好きな作品だとし、その理由について「舞台が田舎なのもあって普段は近未来感をあえて描いていないっぽいところがまたいいのですが、二足歩行兵器が出てくるシーンもあったりして、ちょっとしたロマンも感じられます。」と話している。
また、松田は「軍人娘のみがヒロインとなるゲームでは主人公が指揮官であることが多いので、こうして軍人と学生の対比が描かれるのは珍しいですね。」と述べ、メーカー側が「――いずれ戦地に赴くあの人に、俺はなにをしてあげられるだろう。」というキャッチコピーを意識しているのではないかと推測している。